# Кингс-Линн (футбольный клуб)
«Кингс-Линн» (англ. King's Lynn Football Club) — бывший английский футбольный клуб из города Кингс-Линн. Образован в 1879 году. Домашние матчи проводил на стадионе «Уокс Стэдиум». Цвета клуба — сине-жёлто-белые. 25 ноября 2009 года в связи с долгами в £ 77 000 суд постановил расформировать клуб в декабре, после неудачной апелляции. Клуб был переименован в «Кингс-Линн Таун». До расформирования выступал в Северной конференции Англии.

## История
В первые годы своего существования «Линн Таун» (прежнее название команды) четыре раза выиграл Кубок Норфолка (впервые в сезоне 1882/83). В 1897 году клуб стал одним из основателей Лиги Норфолка и Саффолка, чемпионом которой стал восемь раз: четырежды до Первой мировой войны и четыре раза подряд после — с 1921 по 1924 год.
В 1935 году клуб стал одним из основателей Лиги восточных графств, в которой провёл 11 лет, с 1935 по 1946, а затем снова вернулся в Лигу Норфолка и Саффолка. В сезоне 1949/50 клуб установил рекорд посещаемости лиги: матч против «Уисбича» посетили 8 387 зрителей. Позже в этом же сезоне матч Кубка Англии против «Эксетера» посетили почти 13 тысяч человек.
В сезоне 1953/54 «Кингс-Линн» оформил золотой дубль, выиграв чемпионат и кубок лиги, добыв путёвку в Лигу Мидланд, в которой они довольно успешно выступали, в 1958 году перейдя в Южную лигу.
В 60-х и 70-х годах клуб то вылетал в первый дивизион, то возвращался в Премьер-дивизион Южной лиги.
В 1980 году «Кингс-Линн» был переведён в Северную Премьер-лигу, и выиграл Кубок президента Северной Премьер-лиги в 1983 году. В этом же году клуб вновь вернулся в Южную лигу, где он выступал без особых успехов.
Подняться на уровень национальных лиг «Кингс-Линн» смог только в новом веке. В сезонах 2005/06 и 2006/07 «Кингс-Линн» проигрывал в плей-офф, но в 2008 году выиграл чемпионат, получив повышение в Северную Конференцию. Впрочем, уже через год клуб был исключён оттуда из-за несоответствия стадиона требованиям лиги.
В это время «Кингс-Линн» постигли проблемы, и в 2009 году из-за невозможности погасить долги клуб прекратил своё существование.